# Nicolas Drouillard de La Marre
Pour les articles homonymes, voir Drouillard et Marre.
Nicolas Drouillard de La Marre est un homme politique français né le 11 mars 1791 à Paris et mort le 3 mai 1856 à Paris.

## Biographie
Nicolas Marie Hippolyte Drouillard de La Marre est le fils de Nicolas Marie Drouillard de La Marre et de Marie Françoise Christine. Il est le père de Pierre Marie Hippolyte Drouillard et le grand-père du général Gédéon de Roffignac.
Négociant et banquier à Paris, actionnaire des mines d'argent de Poullaouen, il est élu député du Finistère en 1846, mais il est invalidé et battu lors de l'élection partielle, en 1847.

## Sources
- « Dictionnaire des parlementaires français de 1789 à 1889 (Adolphe Robert, Edgar Bourloton et Gaston Cougny) », sur gallica BNF (consulté le 5 janvier 2014)